# معركة أزمور
معركة أزمور، معركة دارت بين المغرب والبرتغال، وكانت نية البرتغاليين السيطرة على المدينة وعلى موانئها البحرية المهمة سنة 1513م.